# Панические покупки
Паническая покупка — термин, описывающий специфическое поведение потребителей, выражающееся в резком увеличении спроса на какой-либо товар в ожидании катастрофы или кризиса. Панические покупки — тип стадного поведения.
Панические покупки могут привести к реальным или воспринимаемым последствиям; последний сценарий является примером самоисполняющегося пророчества.

## Примеры
Панические покупки происходили до, во время и после этих инцидентов:
- Немецкая гиперинфляция (1922—1923);
- Бенгальский голод 1943 года[6];
- Карибский кризис — привёл к паническим покупкам консервов в США[7];
- Нефтяной кризис 1979—1980 годов привёл к паническим покупкам нефти во главе с Японией[8];
- Проблема 2000 года — покупка еды[9][10];
- 2001 год — панические покупки металлов, золота и нефти на международных товарных рынках после терактов 11 сентября[11];
- В январе и феврале 2003 года, во время вспышки атипичной пневмонии, в китайской провинции Гуандун и соседних районах, таких как Хайнань и Гонконг, было проведено несколько эпизодов панических покупок различных продуктов (включая соль, рис, уксус, растительное масло, антибиотики, маски и традиционную китайскую медицину)[12];
- Топливные протесты в Великобритании в 2000 и 2005 годах[англ.].[13][14]
- Взрывы химического завода в городе Гирин в 2005 году[англ.] — покупка воды, еды.[15]
- 2008-2013 года. Панические покупки владельцами оружия, которые боялись ужесточения законов о контроле над оружием при президенте Бараке Обаме, были одной из причин нехватки боеприпасов[16][17];
- В сентябре 2013 года, во время Венесуэльского экономического кризиса, правительство Венесуэлы временно взяло под свой контроль находящуюся в Арагуа компанию по производству туалетной бумаги, чтобы управлять «производством, сбытом и распределением» туалетной бумаги после нескольких месяцев истощения запасов основных товаров. Вина за нехватку была возложена на «непродуманную государственную политику, такую как контроль цен на основные товары и жёсткие ограничения на иностранную валюту» и накопительство[18];
- Доказо[англ.] — на фоне снижения поддержки власти перед муниципальными выборами в Венесуэле в 2013 году, президент Венесуэлы Николас Мадуро объявил о военной оккупации магазинов 8 ноября 2013 года, заявив: «Ничего не оставляйте на полках!»[19] Объявление о снижении цен вызвало мародёрство во многих городах Венесуэлы.[20] К концу Даказо, многие венесуэльские магазины остались полностью без товаров.[19] Год спустя, в ноябре 2014 года, некоторые магазины всё ещё оставались пустыми после Доказо.[19]
- Февраль-март 2020 года. Пандемия коронавирусной инфекции COVID-19 — скупка масок, продуктов питания, бутилированной воды, туалетной бумаги, дезинфицирующих средств для рук и спирта для протирки[21][22][23][24][25][26].

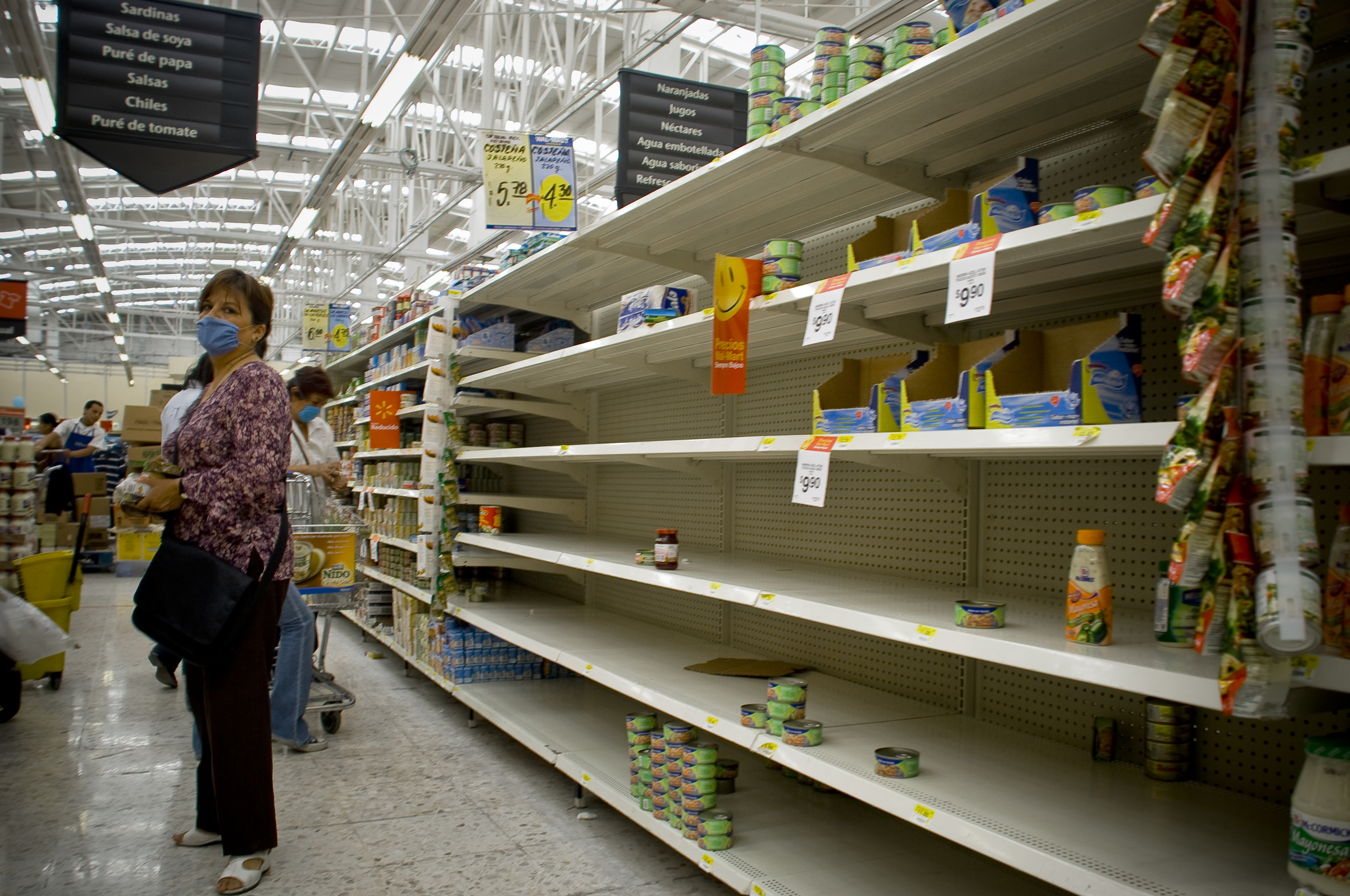
Жители Мехико покупают консервы во время пандемии «свиного» гриппа A/H1N1 в 2009 году.
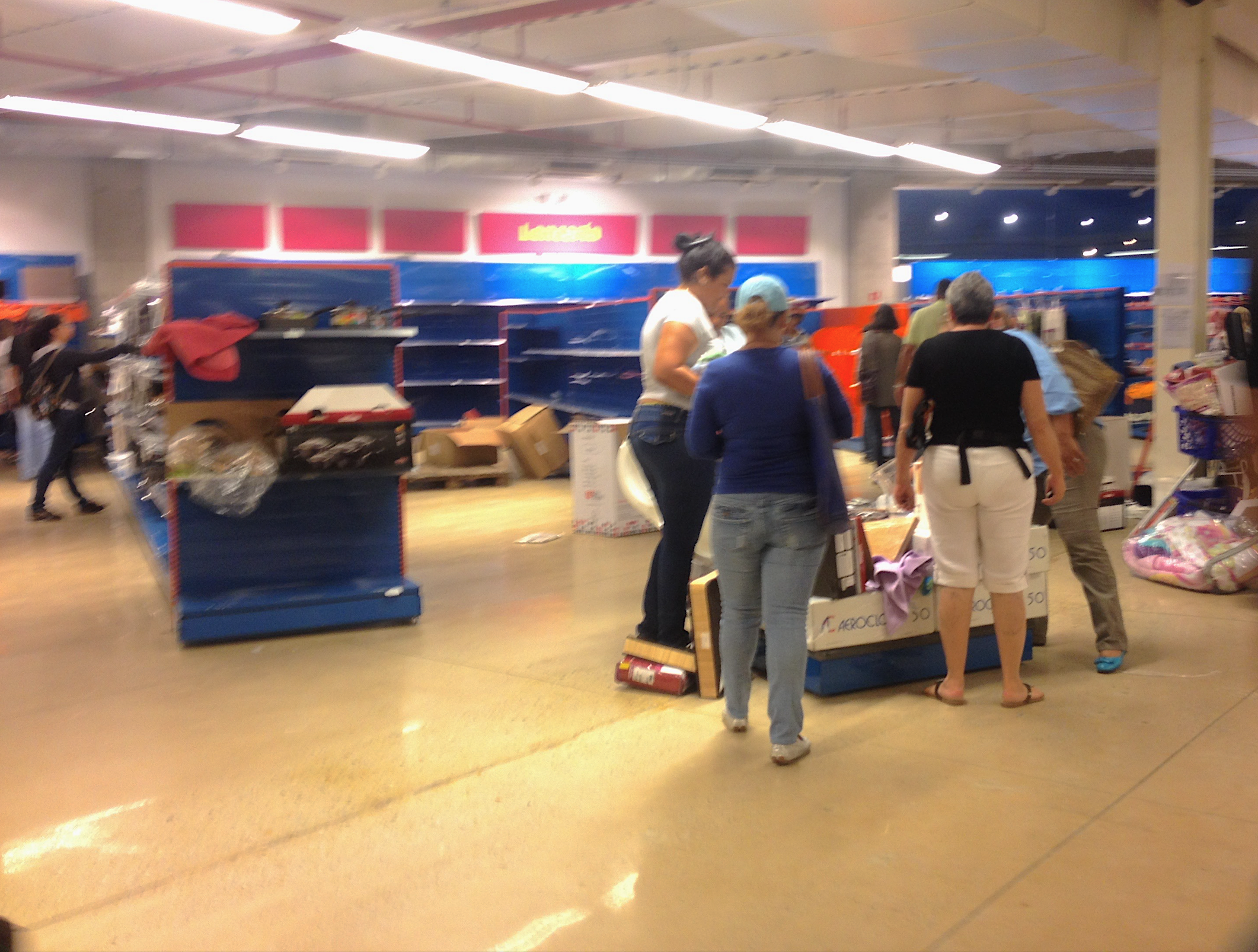
Венесуэльцы скупают вещи во время Доказо[англ.].
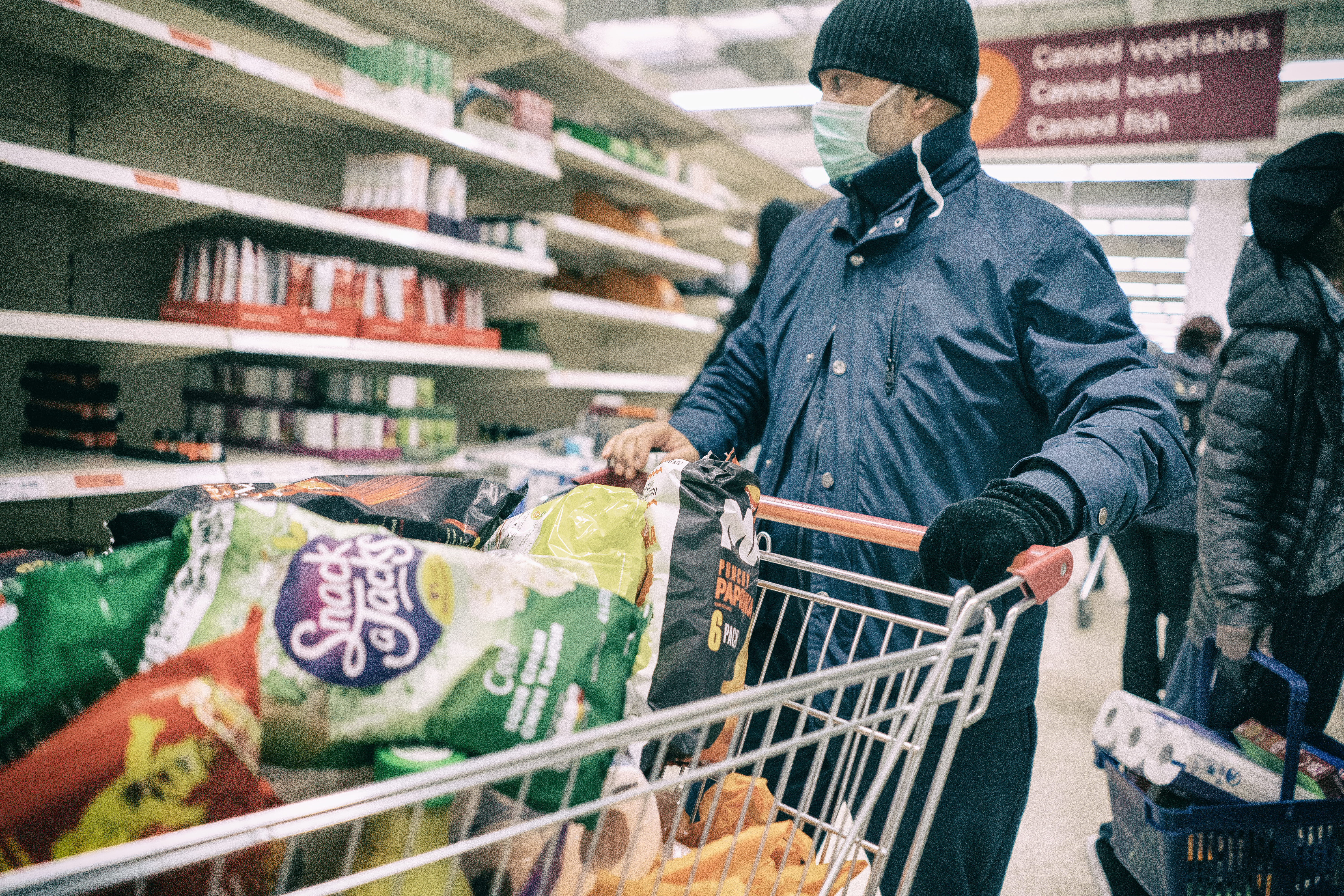
Покупатели в Лондоне приобретают консервы и туалетную бумагу во время пандемии коронавирусной инфекции COVID-19 2019—2020 годов.